# Punt cec
El punt cec (Punctum caecum) és la regió de la imatge que es forma a la retina que coincideix amb el disc del nervi òptic. Atès que al disc òptic no hi ha cèl·lules sensibles a la llum, aquesta zona és cega per a la visió.
L'àrea on la retina s’interromp, com s'ha esmentat anteriorment, és on hi ha la porta de sortida de les fibres del nervi òptic agrupades anomenada papil·la. Té una forma allargada-oval i la mida de la pèrdua del camp visual que causa és d’aproximadament d'un 5-6 graus horitzontalment i 7-8 graus verticalment.

## Descobriment
El punt cec no es va descobrir fins al segle XVII i no va ser un descobriment a partir de la percepció directa, sinó a partir de la dissecció d'un ull humà. El metge i físic Edme Mariotte va observar una zona sense cèlules fotoreceptores a la retina. A partir d'aquesa descoberta es va identificar per primer el concebut com punt cec. Paral·lelament el científic va dissenyar experiments per a evidenciar-lo.
S'explica com a anècdota que Mariotte li va fer un “truc de màgia” a un dels cortesans del Rei Sol de França (Lluís XIV): va col·locar una moneda a la vista del noble i amb una posicó estratègica, aprofitant-se del seu punt cec, la va fer desaparèixer.

## Explicació del fenomen
El punt cec produeix una petita pèrdua del camp visual. Tanmateix, la visió normal no es veu afectada pels punts cecs. La manca de llum en un punt de la imatge a cada ull és reparada pel cervell en reconstruir la imatge. La visió bifocal permet que el que no veu un ull ho vegi l'altre i el cervell sumi les vistes. Mirant amb un sol ull, la imatge corresponent al punt cec s'emplena promitjant la imatge que l'envolta. Així la comporavació experimental és clara: mirant amb un sol ull una paret blanca amb un punt vermell, es pot enquadrar la imatge de manera que coincideixi el punt sobre el punt cec i, en conseqüència desapareix de la vista.
Altres animals com els gats, per contra, no son capaços de compondre la imatge i mouen els ulls i el cap constantment per evitar els punts cecs.

## Experiment

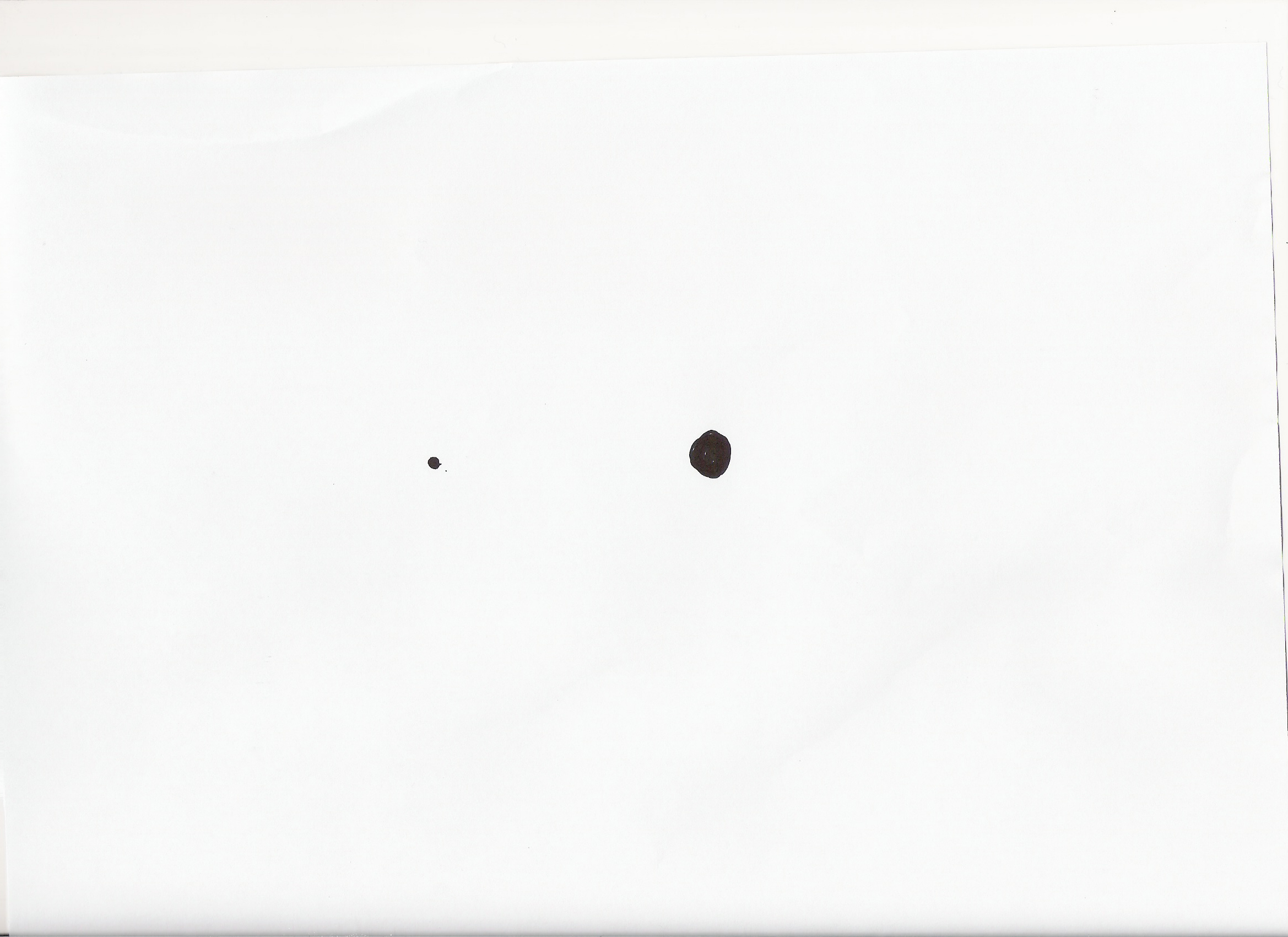
Experiment per provar l'existència del punt cec.

Existeixen diversos experiments que verifiquen l'existència d'aquest fenomen. Una proposta de senzill exercici és el següent:
1. Obre la imatge a mida real o dibuixa la proposta a un paper.
2. Apropa-te'l a trenta centímetres de la cara.
3. Tanca l'ull dret i amb l'esquerre mira la taca grossa.
4. Juga amb la distància a la pantalla i amb la inclinació del cap.
5. Finalment, trobaràs que hi ha una posició on la taca petita desapareix, quan aquesta coincideix en posicionament amb el punt cec del teu ull.

## Estudis
Un estudi recentment publicat en Current Biology va trobar que alguns exercicis poden millorar la visió a la vora del punt cec de l'ull
En la recerca realitzada en la Universitat de Queensland, Austràlia, es van fer proves en deu persones utilitzant imatges de línies mòbils, de colors, que a vegades estaven dins i altres vegades fora del punt cec. En el curs de vint sessions, la grandària del punt cec es va reduir en un deu per cent.
Els investigadors proposen la teoria que, com a resultat dels exercicis, les cèl·lules sensibles a la llum al voltant de la vora del punt cec es van fer més sensibles a la llum. Aquesta millora no va passar d'un ull a l'altre, per la qual cosa seria necessari entrenar cada ull per separat.
Millorar la visió al voltant del punt cec fisiològic no és una prioritat per a la majoria de nosaltres; no obstant això, aquesta recerca pot indicar maneres de millorar la visió dels qui sofreixen de punts cecs per la degeneració macular relacionada amb l'edat o altres afeccions.